# Cisplatin
Cisplatin je učinkovina za zdravljenje različnih vrst raka (sarkomi, nekateri karcinomi (drobnocelični pljučni rak, rak jajčnikov), limfomi, tumorji zarodnih celic). Cisplatin je bil prvi predstavnik iz skupine platinovih alkilirajočih citostatikov, ki so mu nato še sledili drugi, npr. karboplatin, oksaliplatin. V celicah se tvorijo kompleksi s platino, ki se veže na DNK in povzroči njeno premreženje ter posledično apoptozo.

## Farmakologija
Po administraciji se iz molekule pod vplivom vode sčasoma odstrani en kloridni ligand, nastane [PtCl(H2O)(NH3)2]+. Torej namesto klora je na molekulo vezana voda, ki zlahka izstopi, kar omogoča molekuli cisplatina, da dostopa do baz v DNK. Platina nato povzroči premreženje dveh baz, pri tem se odstrani še drugi kloridni ligand. Poškodba DNK izzove programirano celično smrt (apoptozo). 

## Neželeni učinki
Pri cisplatinu se pojavljajo številni neželeni učinki, kar omejuje njegovo uporabo:
- poškodba ledvic (nefrotoksičnost)
- poškodba živčevja (nevrotoksičnost)
- slabost in bruhanje; cisplatin je ena od učinkovin, ki ima najbolj izražen emetogeni učinek (povzročanje bruhanja), za preprečevanje se uporabljajo antiemetiki (npr. ondansetron, granisetron) v kombinaciji s kortikosteroidi
- poškodba sluha (ototoksičnost) – žal ne poznamo učinkovite terapije, ki bi preprečila ta neželeni učinek
- izpadanje las
- motnje elektrolitskega ravnovesja: hipomagneziemija, hipokaliemija, hipokalciemija